# Stadskanaal (kanaal)
Het Stadskanaal is een kanaal in de provincie Groningen en vormt een onderdeel van de vaarweg Veendam-Stadskanaal-Ter Apel.
De toegestane afmetingen gaan tot schepen van 5,80 meter breed. Het kanaal is 2,00 m diep. De vaarweg is CEMT-klasse 0 en begint op kilometerraai 7,3 van het A.G. Wildervanckkanaal met een verbinding naar het Oosterdiep.
Vanaf kilometer 6,7 volgt het Stadskanaal.
In het Stadskanaal is een drietal sluizen opgenomen:
- bij km 11,4 het 1e Verlaat of Springersverlaat
- bij km 13,68 het 2e Verlaat of Olthofsverlaat
- bij km 17,37 het 3e Verlaat of Buinerverlaat

Vanaf kilometer 19,9 volgt het Musselkanaal en op 27,8 kilometer volgt het Ter Apelkanaal.

## Geschiedenis
In 1765 werd door de stad Groningen besloten (vandaar ook de naam, "kanaal van de Stad (Groningen)") een kanaal te laten graven van Bareveld tot Ter Apel, dit om de ontginning van het hoogveen van het Bourtangermoeras te bevorderen. Men koos voor een traject langs de rand van de provincie Groningen, parallel aan de Semslinie, de 150 jaar eerder vastgestelde grens tussen Groningen en Drenthe.
Het kanaal kreeg uiteindelijk een lengte van 38 kilometer en werd in 1856 voltooid. Door de turfvaart was het in de negentiende eeuw een van de drukst bevaren vaarroutes in Nederland. Bij de sluizen konden de wachttijden oplopen tot enkele uren. Op deze plaatsen werden dan cafés en winkeltjes gevestigd. Door de aanleg van het kanaal ontstonden de plaatsen Stadskanaal en Musselkanaal.
Aan Drentse zijde werd een aantal zijkanalen gegraven, waarlangs ook diverse dorpjes ontstonden, de Drentse Monden.
Nadat al het veen was afgegraven, werden op het Stadskanaal veel landbouwproducten vervoerd, zoals aardappelen voor de aardappelmeelindustrie en stro voor de strokartonfabrieken.
Tevens werden er scheepswerven gevestigd waar met name binnenvaartschepen werden gebouwd, maar waar ook kleine zeeschepen van de helling liepen. Door de concurrentie van de vrachtwagens en de schaalvergroting in de binnenvaart verloor het Stadskanaal vanaf de jaren dertig zijn betekenis als waterweg. In de jaren zeventig waren er plannen om het kanaal te dempen, maar een actie onder de plaatselijke bevolking heeft dit voorkomen. Tegenwoordig is er alleen nog recreatievaart op het Stadskanaal aan te treffen.
Diverse dichters hebben het Stadskanaal beschreven, waaronder de dominee, schrijver Anthony Winkler Prins uit Veendam en de dichter Michel van der Plas. Hieronder een tweetal voorbeelden:
- fragment van een gedicht van Michel van der Plas uit: Het 2e schuinschrift (1974):

Londen heeft zijn Hyde Park en zijn Tower,
Rome heeft zijn mooie Vaticaan.
Wenen heeft zijn opera en Prater,
Amsterdam gaat trots op zijn Jordaan,
Al die wereldsteden zijn vereeuwigd
in zo ondertussen elke taal,
dus waarom nu niet
deze keer een lied
op ons eigen Stadskanaal.

- fragment van een gedicht van Christiaan Terpstra uit: De nieuwe stem (1952-1953):

Zoals de Styx door Hades stroomt
ligt hier provinciaal,
in afval en in alg verdroomd
de vaart van Stadskanaal.
Dorpen:
Alteveer (deels) · Ceresdorp · Kopstukken · Mussel · Musselkanaal · Onstwedde · Smeerling · Stadskanaal

Gehuchten: Barlage · Blekslage · Braamberg · Höchte · Horsten · Sterenborg · Ter Wupping · Vledderhuizen · Vledderveen · Vosseberg

Buurtschappen: Höfte · Holte · Oomsberg · Tange · Ter Maarsch · Veenhuizen · Wessinghuizen

Kanalen: Stadskanaal · Musselkanaal · Mussel-Aa-kanaal      Bos: Dr. Hommesbos

Groningen: Steden en dorpen      Nederland: Provincies · Gemeenten